# 長英太郎
長 英太郎（おさ えいたろう）は、東京ジャジャ代表取締役。テレビ朝日アスク初代社長・校長。

## 経歴
- 東京都出身。慶應義塾大学卒業後、テレビ朝日に入社。
- ワシントン支局長時代、CNNニュースを日本に初めて紹介。
- CNN関係番組の初代プロデューサー時代、安藤優子・久和ひとみ・猪瀬直樹・武見敬三・安藤和津・小西克哉らを輩出。
- その後は外報部長、映画部長、アナウンス部長、マルチメディア局長を経て、1999年にテレビ朝日アスクを創設。2006年に東京ジャジャを設立。

## 担当作品
- CNNデイウォッチ（初代プロデューサー）
- 遠き落日（製作）1992.7.4公開
- 天国の大罪（エグゼクティブプロデューサー）1992.10.3公開
- 居酒屋ゆうれい（製作）1994.10.26公開
- ベトナムのダーちゃん（企画）1994[1]
- アナウンサー、12倍易しくなる法（Webスマイル出版）